# Khu dự trữ sinh quyển Rừng mưa ôn đới Nam Andes
Khu dự trữ sinh quyển Rừng mưa ôn đới Nam Andes (Bosques Templados LLuviosos de los Andes Australes) là một khu dự trữ sinh quyển nằm ở Nam Chile. Nó được UNESCO công nhận là Khu dự trữ sinh quyển thế giới từ năm 2007. Khu vực này bảo vệ phần lớn vùng sinh thái của những cánh rừng mưa ôn đới Valdivian. Đây là nhà của ba loài cây bị đe dọa theo Công ước CITES là Bách Fitzroy, Thông Chile và Hoàng đàn Quần đảo Guaitecas.
Khu dự trữ sinh quyển bao gồm các phần được bảo vệ là các vườn quốc gia và khu bảo tồn thiên nhiên quốc gia:
- Vườn quốc gia Villarrica (một phần)
- Vườn quốc gia Puyehue
- Vườn quốc gia Vicente Pérez Rosales
- Vườn quốc gia Alerce Andino
- Vườn quốc gia Hornopirén
- Khu bảo tồn quốc gia Mocho-Choshuenco
- Khu bảo tồn quốc gia Llanquihue
- Khu bảo tồn quốc gia Futaleufú